# Třebýcinka u Bezděkova
Třebýcinka u Bezděkova este o arie protejată (arie specială de conservare — SAC, sit de importanță comunitară — SCI) din Republica Cehă întinsă pe o suprafață de 0,69 ha, integral pe uscat.

## Localizare
Centrul sitului Třebýcinka u Bezděkova este situat la coordonatele 49°28′45″N 13°20′00″E / 49.479167°N 13.333333°E.

## Înființare
Situl Třebýcinka u Bezděkova a fost declarat sit de importanță comunitară în aprilie 2005 pentru a proteja 1 specie de animale. Situl a fost protejat și ca arie specială de conservare în iunie 2016.

## Biodiversitate
Situată în ecoregiunea continentală, aria protejată nu include niciun habitat protejat.
La baza desemnării sitului se află o specie protejată de  amfibieni: izvoraș-cu-burta-galbenă (Bombina variegata).